# Scotobleps gabonicus
Scotobleps gabonicus es una especie de anfibios de la familia Arthroleptidae. Es monotípica del género Scotobleps.
Habita en oeste de Camerún, oeste de República Democrática del Congo, Guinea Ecuatorial, oeste de Gabón, este de Nigeria y posiblemente República del Congo.
Su hábitat natural son los bosques tropicales o subtropicales secos y a baja altitud.